# Cohen
Cohen (hebräisch כֹּהֵן) ist die biblische Bezeichnung eines jüdischen Priesters (Plural: Cohanim), der einer Untergruppe des tempeldienstlichen Stammes Levi angehört. Sie gelten als die männlichen Nachkommen des Geschlechts Aaron.

## Jüdischer Familienname
Cohen ist ein verbreiteter jüdischer Familienname, der in verschiedenen Varianten bzw. Schreibweisen existiert:
- Cahen, Cahn, Coen, Cohn
- Kagan, Kaganowitsch
- Kahane, Kahn, Kaner, Katz, Khan
- Kohen, Kohn; Kogan, Kogen, Koigen, Kogon; Kuhn; Kutz
- Cohnheim, Kohnstamm

## Namensträger

### A
- Aaron ben David Cohen von Ragusa (um 1580–1656), Rabbiner und Kaufmann in Ragusa
- Abe Cohen (1924–2016), US-amerikanischer Fechter
- Abraham Cohen (Rabbiner, 1887) (1887–1957), britischer Rabbiner und Gelehrter
- Abraham Cohen Herrera (Abraham Irira; Alonso Nunez de Herrera; um 1570–1635 oder 1639), Religionsphilosoph und Kabbalist
- Abraham Herz Cohen (1746–1825), Königlich Hannoverscher Kammeragent
- Abraham ben Isaac Cohen-Yitshaki (?–1864), Oberrabbiner von Tunis
- Abraham Isaak ha Cohen-Kook (1865 oder 1866–1935), in Kurland geborener Rabbiner
- Adam Cohen (Journalist), US-amerikanischer Journalist und Autor
- Adam Cohen (Musiker) (* 1972), kanadischer Musiker
- Adam Cohen (Filmkomponist), Filmkomponist
- Adam E. Cohen (* 1979), US-amerikanischer Chemiker und Hochschullehrer
- Adam Frederik Cohen, Pharmakologe und Hochschullehrer
- Adolf Cohen (1897–1942), deutscher Rechtsanwalt sowie Opfer des Holocaust
- Adolf Emile Cohen (1913–2004), niederländischer Historiker
- Adva Cohen (* 1996), israelische Hindernisläuferin
- Alan Cohen (* 1934), britischer Jazzmusiker und Arrangeur
- Albert Cohen (1895–1981), Schweizer Schriftsteller
- Albert Cohen (Musikwissenschaftler) (1929–2019), US-amerikanischer Musikwissenschaftler
- Albert Cohen (Mathematiker) (* 1965), französischer Mathematiker
- Albert K. Cohen (1918–2014), US-amerikanischer Soziologe und Kriminologe
- Alfred Cohen (1920–2001), US-amerikanischer Maler
- Almog Cohen (* 1988), israelischer Fußballspieler
- Amnon Cohen (* 1960), israelischer Politiker
- Anat Cohen (* 1975), israelische Jazzmusikerin
- Andrew Cohen (Gouverneur) (1909–1968), britischer Kolonialgouverneur
- Andrew Cohen (Filmeditor) (* 1954), US-amerikanischer Filmeditor
- Andrew Cohen (Guru) (1955–2025), US-amerikanischer Guru, Musiker und Herausgeber
- Andrew Cohen (Journalist) (* 1955), kanadischer Journalist und Autor
- Andrew Cohen (Fußballspieler) (* 1981), maltesischer Fußballspieler
- Andy Cohen (Andrew Joseph Cohen; * 1968), US-amerikanischer Fernsehmoderator
- Anitta Müller-Cohen (1890–1962), österreichische Sozialarbeiterin
- Anna Belfer-Cohen (* 1949), israelische Archäologin, Paläoanthropologin und Hochschullehrerin
- Arjeh Cohen (* 1949), niederländischer Mathematiker
- Arthur Cohen (Politiker) (1830–1914), britischer Rechtsanwalt und Politiker (Liberal Party)
- Arthur Cohen (Ökonom) (1864–1940), deutscher Wirtschaftswissenschaftler und Hochschullehrer
- Arthur A. Cohen (1928–1986), US-amerikanischer jüdischer Gelehrter und Autor
- Arthur G. Cohen (1930–2014), US-amerikanischer Unternehmer und Philanthrop
- Assaf Cohen (* 1972), US-amerikanischer Schauspieler
- Avi Cohen (1956–2010), israelischer Fußballspieler
- Avi Cohen (Fußballspieler, 1962) (* 1962), israelischer Fußballspieler
- Avishai Cohen (* 1970), israelischer Jazzbassist
- Avishai Cohen (Trompeter) (* 1978), israelischer Jazztrompeter
- Avishay Cohen (* 1995), israelischer Fußballspieler
- Avner Cohen (* 1951), israelischer Philosoph und Publizist

### B
- Bea Abrams Cohen (1910–2015), US-amerikanische Weltkriegsveteranin und Aktivistin
- Ben Cohen (Unternehmer) (Bennett R. Cohen; * 1951), US-amerikanischer Unternehmer
- Ben Cohen (Rugbyspieler) (* 1978), englischer Rugbyspieler
- Beni Cohen-Or (* 1940), israelisch-deutscher Künstler
- Benno Cohen (Politiker) (auch Beno Cohen oder Benno Cohn; 1894–1975), israelischer Jurist und Politiker
- Benno Cohen (Rabbiner) (Benjamin Cohen; 1895–1944), deutscher Rabbiner, Pädagoge und Autor
- Bernard Cohen (Maler) (* 1933), britischer Maler und Grafiker
- Bernard Cohen (Jurist) (Bernard S. Cohen; 1934–2020), US-amerikanischer Jurist und Politiker
- Bernard Leonard Cohen (1924–2012), US-amerikanischer Physiker
- Bernard Waley Cohen (1914–1991), britischer Politiker
- Beth Cohen, US-amerikanische Archäologin
- Bobby Cohen, US-amerikanischer Filmproduzent
- Brad Cohen (* 1973), US-amerikanischer Motivationstrainer und Autor
- Bram Cohen (* 1975), US-amerikanischer Programmierer
- Brian Tyler Cohen (* 1989), US-amerikanischer Schauspieler, Blogger, Podcaster und Journalist
- Bruce Cohen (* 1961), US-amerikanischer Filmproduzent

### C
- Carl Cohen (1931–2023), US-amerikanischer Philosoph
- Carolyn Cohen (1929–2017), US-amerikanische Biologin und Biophysikerin
- Chapman Cohen (1868–1954), britischer Freidenker und Schriftsteller
- Chris Cohen (* 1987), englischer Fußballspieler
- Claude Cohen-Tannoudji (* 1933), französischer Physiker
- Colby Cohen (* 1989), US-amerikanischer Eishockeyspieler

### D
- Dan Cohen (Regisseur), Regisseur
- Dan Cohen (Filmproduzent), US-amerikanischer Filmproduzent
- Dan Cohen (Schauspieler), britischer Schauspieler
- Dani Cohen (* 1959), israelischer Fußballspieler
- Daniel Cohen (Autor) (1936–2018), US-amerikanischer Autor
- Daniel Cohen (Dirigent) (* 1984), israelischer Dirigent
- Daniel Cohen (Ökonom) (1953–2023), französischer Wirtschaftswissenschaftler
- Daniel Morris Cohen (1930–2016), US-amerikanischer Zoologe
- Danny Cohen (Musiker), US-amerikanischer Musiker
- Danny Cohen (Ingenieur) (1937–2019), US-amerikanischer Ingenieur
- Danny Cohen (Kameramann) (* 1963), britischer Kameramann
- Danny Cohen (Rundfunkintendant) (* 1974), britischer Rundfunkintendant
- Daryl Cohen (1935–2016), australischer Gewichtheber
- David Cohen (Historiker) (1882–1967), niederländischer Althistoriker und Zionist
- David Cohen (Rabbiner) (1887–1972), litauisch-israelischer Rabbiner
- David Cohen (Politiker) (1914–2005), US-amerikanischer Politiker
- David Cohen (Linguist) (1922–2013), französischer Linguist
- David Cohen (Physiker) (* 1930), US-amerikanischer Physiker und Erfinder
- David Cohen (Musiker) (* 1980), belgischer Cellist
- David Cohen de Lara (um 1602–1674), sephardischer Rabbiner, Philologe und Gelehrter
- David J. Cohen (* 1949), US-amerikanischer Jurist
- David S. Cohen (* 1963), US-amerikanischer Anwalt und Geheimdienstmitarbeiter
- David X. Cohen (* 1966), US-amerikanischer Drehbuchautor und Filmproduzent
- Debbie Lee Cohen (1959–2024), US-amerikanische Multimediakünstlerin und Umweltaktivistin
- Desmond Cohen (1927–2012), südafrikanischer Schwimmer
- Dick Cohen (* 1949), US-amerikanischer Politiker
- Douglas J. Cohen, US-amerikanischer Komponist

### E
- E. G. D. Cohen (Ezechiel Godert David Cohen; 1923–2017), US-amerikanischer Physiker
- E. Richard Cohen (1922–2012), US-amerikanischer Physiker
- Eduard Cohen (Mediziner) (1820–1884), deutscher Mediziner
- Eduard Cohen (Maler) (1838–1910), deutscher Maler
- Edward E. Cohen (* 1939), US-amerikanischer Wirtschaftshistoriker der Antike
- Edy Cohen (* 1972), israelischer Journalist
- Eli Cohen (1924–1965), israelischer Spion
- Eli Cohen (Schauspieler) (* 1940), israelischer Schauspieler und Regisseur
- Eli Cohen (Politiker, 1949) (* 1949), israelischer Politiker und Diplomat
- Eli Cohen (Fußballspieler, 1951) (* 1951), israelischer Fußballspieler und -manager
- Eli Cohen (Fußballspieler, 1961) (* 1961), israelischer Fußballspieler
- Eli Cohen (Politiker, 1972) (* 1972), israelischer Politiker
- Eliezer Cohen (* 1934), israelischer Politiker (Nationale Union, Jisra’el Beitenu)
- Eliot A. Cohen (* 1956), US-amerikanischer Politikwissenschaftler und Diplomat
- Elisheva Cohen (1911–1989), israelische Kunsthistorikerin und Kustodin
- Elroey Cohen (* 1989), israelischer Fußballspieler
- Emil Cohen (1842–1905), deutscher Mineraloge und Geologe
- Emma Cohen (1946–2016), spanische Schauspielerin
- Emmet Cohen (* 1990), US-amerikanischer Jazzmusiker
- Emory Cohen (* 1990), US-amerikanischer Schauspieler
- Erik Cohen, deutscher Rocksänger, siehe Daniel Geiger (Musiker)
- Erminie Cohen (1926–2019), kanadische Politikerin
- Ernst Cohen (* 1951), deutscher Schauspieler
- Ernst Julius Cohen (1869–1944), niederländischer Chemiker
- Esther Cohen (um 1924–2020), griechische Holocaust-Überlebende und Zeitzeugin
- Etan Cohen (* 1974), US-amerikanischer Filmregisseur, Produzent und Drehbuchautor

### F
- Felix Solomon Cohen (1907–1953), amerikanischer Anwalt und Rechtsphilosoph
- Ferdinand Cohen-Blind (1844–1866), deutscher Attentäter
- Floris Cohen (* 1946), niederländischer Wissenschaftshistoriker
- Fré Cohen (1903–1943), geb. als Frederika Sophia Cohen, niederländische Grafikerin, Typografin, Zeichnerin, Malerin, Illustratorin und Holzschneiderin
- Fred Cohen (* 1957), US-amerikanischer Informatiker
- Frederic Cohen (auch Friedrich A. Cohen, Fritz A. Cohen; 1904–1967), deutsch-amerikanischer Komponist
- Friedrich Cohen (1836–1912), deutscher Verleger
- Fritz Cohen (1872–1927), deutscher Buchhändler

### G
- Gabriella Cohen (Tänzerin) (* 1954), italienische Balletttänzerin
- Gabriella Cohen (Sängerin) (* vor 1996), australische Sängerin und Songwriter
- Gal Cohen Groumi (* 2002), israelischer Schwimmer
- Gary Cohen (Fußballspieler) (* 1984), englischer Fußballspieler
- Gary B. Cohen (* 1948), US-amerikanischer Historiker
- Gary G. Cohen (* 1934), US-amerikanischer Theologe
- Gazi Cohen (* 1938), israelischer Gewichtheber
- George Cohen (1939–2022), englischer Fußballspieler
- Gerald A. Cohen (1941–2009), kanadischer Sozialwissenschaftler
- Getzel M. Cohen (1942–2015), US-amerikanischer Althistoriker
- Geula Cohen (1925–2019), israelische Journalistin und Politikerin
- Gil Cohen (Seglerin) (* 1992), israelische Seglerin
- Gil Cohen (Fußballspieler) (* 2000), israelischer Fußballspieler
- Gili Cohen (* 1991), israelische Judoka
- Gilles Cohen (* 1963), französischer Schauspieler und Bühnenregisseur
- Glen Cohen (* 1954), britischer Sprinter
- Greg Cohen (* 1953), US-amerikanischer Jazzmusiker
- Gustav Gabriel Cohen (1830–1906), deutscher Bankier
- Gustave Cohen (1879–1958), französischer Literaturhistoriker

### H
- Haggai Cohen-Milo (* ≈1984), israelischer Jazzmusiker
- Hannah Cohen (* 1986), US-amerikanische Singer-Songwriterin und Fotografin
- Hans Cohen (Jurist) (1909–1966), deutscher Jurist und Richter, 1933 Auswanderung nach Großbritannien
- Hans Cohen (Mikrobiologe) (1923–2020), niederländischer Mikrobiologe und Direktor des Rijksinstituut voor Volksgezondheid; Pionier der Polio-Impfung
- Harlan Cohen (1934–2020), US-amerikanischer Volleyballtrainer
- Harold Cohen (1928–2016), britischer Maler, Grafiker und Informatiker
- Harold D. Cohen (1926–2006), US-amerikanischer Produzent
- Harriet Cohen (1895–1967), britische Pianistin
- Harry Cohen (Politiker) (* 1949), britischer Politiker (Labour Party)
- Harry Cohen (Tontechniker) (* 1954), amerikanischer Tontechniker
- Harry B. Cohen (1912–1990), kanadischer Unternehmer
- Harvey Cohen (1951–2007), US-amerikanischer Komponist
- Heinrich Cohen (1869–1940), deutscher Textilhändler
- Henri Cohen (Wasserballspieler) (1882–1931), belgischer Wasserballspieler
- Henri Cohen (Mathematiker) (* 1947), französischer Mathematiker
- Henriette Cohen (1917–2019), französische Holocaust-Überlebende
- Henry Cohen (Numismatiker) (1806–1880), französischer Numismatiker
- Henry Cohen (Rabbiner) (1863–1952), US-amerikanischer Rabbiner
- Henry Cohen, 1. Baron Cohen of Birkenhead (1900–1977), britischer Mediziner
- Henry Cohen (Militär) (1922–1999), US-amerikanischer Soldat und Lagerkommandant
- Herb Cohen (1933–2010), US-amerikanischer Künstlermanager
- Herbert Cohen (* 1940), US-amerikanischer Fechter
- Hermann Cohen (Geistlicher) (1820–1871), deutscher Pianist, Karmelit und Ordenspriester
- Hermann Cohen (1842–1918), deutscher Philosoph
- Herman Jay Cohen (* 1932), US-amerikanischer Diplomat
- Hilda Stern Cohen (1924–1997), deutschamerikanische Lyrikerin und Schriftstellerin
- Horace Cohen (* 1971), niederländischer Schauspieler

### I
- I. Bernard Cohen (1914–2003), US-amerikanischer Wissenschaftshistoriker
- Ilan Duran Cohen (* 1963), französischer Filmregisseur, Drehbuchautor, Produzent und Schriftsteller
- Ira Cohen (1935–2011), US-amerikanischer Schriftsteller, Fotograf und Filmemacher
- Irun R. Cohen (* 1937), US-amerikanischer Immunologe
- Irvin Cohen (1917–1955), US-amerikanischer Mathematiker
- Irving Cohen (auch Big Gangi oder Jack Gordon II; 1904–1991), US-amerikanischer Schauspieler
- Irwin Cohen (1952–2012), US-amerikanischer Judoka
- Isidore Cohen (1922–2005), US-amerikanischer Geiger
- Israel Cohen (1879–1961), britischer Journalist und Zionistenführer
- Izhar Cohen (* 1951), israelischer Sänger
- Itzik Cohen (Schauspieler) (* 1968), israelischer Schauspieler
- Itzik Cohen (Offizier) (* 1977), israelischer Generalmajor
- Itzik Cohen (Fußballspieler, 1983) (* 1983), israelischer Fußballspieler
- Itzik Cohen (Fußballspieler, 1990) (* 1990), israelischer Fußballspieler

### J
- J. M. Cohen (1903–1989), englischer Übersetzer, Autor und Literaturkritiker
- Jack Cohen (Politiker) (1886–1965), britischer Politiker
- Jack Cohen (Unternehmer) (1898–1979), britischer Unternehmer
- Jack Cohen (Biologe) (1933–2019), britischer Biologe und Autor
- Jacob Cohen (Unternehmer) († 1919), deutscher Unternehmer, Gründer der Werhahnmühle
- Jacob Cohen, Geburtsname von Rodney Dangerfield (1921–2004), US-amerikanischer Schauspieler
- Jacob Cohen (Psychologe) (1923–1998), US-amerikanischer Psychologe
- Jacob Laurence Cohen (1898–1950), kanadischer Rechtsanwalt
- Jacob Refael Cohen Belinfante (1708–1761), niederländischer Chasan und Illustrator
- Jacob Willem Cohen (1923–2000), niederländischer Mathematiker
- Jacques Cohen (1930–2016), israelischer Schauspieler
- James Cohen (1906–1958), britischer Weitspringer und Sprinter
- Janet Cohen, Baroness Cohen of Pimlico (* 1940), britische Schriftstellerin, Anwältin und Politikerin
- Jared Cohen (* 1981), US-amerikanischer Politikberater und Manager
- Jason Cohen, Filmemacher
- Jay M. Cohen, US-amerikanischer Offizier und Politiker
- Jean-Louis Cohen (1949–2023), französischer Architekt, Autor und Kunsthistoriker
- Jeff Cohen (Medienkritiker) (* 1951), US-amerikanischer Medienkritiker und Begründer von Fairness & Accuracy in Reporting
- Jeff Cohen (Songwriter) (* 1966), US-amerikanischer Songwriter und Musikproduzent
- Jeff Cohen (Schauspieler) (* 1974), US-amerikanischer Kinderdarsteller und heutiger Anwalt
- Jeffrey Jay Cohen (* 1965), US-amerikanischer Film- und Fernsehschauspieler
- Jeffrey Jerome Cohen (* 1964), US-amerikanischer Anglist
- Jenny Cohen (1905–1976), deutsche Zahnärztin
- Jeremy Cohen (Historiker) (* 1953), israelischer Historiker und Professor
- Jeremy Cohen (Tennisspieler) (1955–2004), US-amerikanischer Tennisspieler
- Jeremy Cohen (Filmeditor), US-amerikanischer Filmeditor
- Jerome A. Cohen (* 1930), US-amerikanischer Rechtswissenschaftler
- Jigal Cohen-Orgad (1937–2019), israelischer Politiker
- Job Cohen (* 1947), niederländischer Politiker, Bürgermeister von Amsterdam
- Joe Cohen (* 1984), US-amerikanischer Footballspieler
- Joel Cohen (* 1963), US-amerikanischer Drehbuchautor
- Joel E. Cohen (* 1944), US-amerikanischer mathematischer Biologe
- Johan Cohen Gosschalk (1873–1912), niederländischer Maler
- John Cohen (Psychologe) (1911–??), britischer Psychologe und Hochschullehrer
- John Cohen (Musiker) (1932–2019), US-amerikanischer Musiker und Filmschaffender
- John Cohen (Produzent), Filmproduzent
- John S. Cohen (1870–1935), US-amerikanischer Politiker (Georgia)
- Jonathan Cohen (Musiker), britischer Komponist, Pianist und Dirigent
- Jonathan Cohen (Mediziner), britischer Mediziner
- Jonathan Cohen (Dirigent) (* 1977), britischer Cellist, Pianist und Dirigent
- Jonathan Cohen (Spezialeffektkünstler), Spezialeffektkünstler
- Jonathan Cohen (Schauspieler) (* 1980), französischer Schauspieler
- Jonathan C. Cohen, US-amerikanischer Ernährungsmediziner und Hochschullehrer
- Jonathan D. Cohen (* 1955), US-amerikanischer Neurowissenschaftler und Psychologe
- Jonathan Reuben Cohen (* 1958), US-amerikanischer Philosoph
- Josef Cohen (1886–1965), niederländischer Schriftsteller
- Joseph Cohen (Anglist) (1926–2014), US-amerikanischer Anglist und Hochschullehrer
- Joseph Cohen (Künstler) (* 1982), US-amerikanischer Maler und Installationskünstler
- Joseph Jacob Cohen (1878–1953), US-amerikanischer Schriftsteller
- Joshua Cohen (Politikwissenschaftler) (* 1951), US-amerikanischer Politikwissenschaftler
- Joshua Cohen (Schriftsteller) (* 1980), US-amerikanischer Schriftsteller
- Joshua J. Cohen (* 1973), US-amerikanischer Politiker
- Judith Love Cohen (1933–2016), US-amerikanische Ingenieurin, Verlegerin und Autorin
- Jules Cohen (1830–1901), französischer Komponist und Organist
- Julia Cohen (* 1989), US-amerikanische Tennisspielerin
- Julie Cohen, US-amerikanische Dokumentarfilmerin
- Julius Cohen (Mediziner) (1867–1929), deutscher Mediziner
- Julius B. Cohen (1859–1935), britischer Chemiker

### K
- Karl Cohen (1851–1938), deutscher römisch-katholischer Geistlicher, Komponist und Kirchenmusiker

### L
- Larry Cohen (1936–2019), US-amerikanischer Filmschaffender
- Laurence Jonathan Cohen (1923–2006), britischer Philosoph
- Lawrence Ludlow Cohen (1836–1918), US-amerikanischer Maler der Düsseldorfer Schule
- Leonard Cohen (1934–2016), kanadischer Schriftsteller, Komponist und Sänger
- Léonce Cohen (1829–1901), französischer Komponist
- Leonora Cohen (1873–1978), britische Suffragette und Gewerkschafterin
- Leopold Cohen (1838–1911), deutscher Fotograf
- Levin Markus Cohen (1723–1790), jüdischer Kaufmann, Bankier, Juwelier und Münzkommissär in Berlin
- Levy Barent Cohen (1747–1808), englischer Finanzier und Kommunalarbeiter
- Lewis Cohen (Politiker) (1849– 1933), australischer Politiker (South Australia), mehrmaliger Bürgermeister von Adelaide
- Lewis Cohen, Baron Cohen of Brighton (1897–1966), britischer Wirtschaftsmanager und Politiker (Labour Party)
- Lidor Cohen (Fußballspieler, 1992) (* 1992), israelischer Fußballspieler
- Lionel Cohen, Baron Cohen (1888–1973), britischer Jurist
- Liran Cohen (* 1983), israelischer Fußballspieler
- Liron Cohen (* 1982), israelische Basketballspielerin
- Lisa Cohen, US-amerikanische Schauspielerin
- Lona Cohen (1913–1992), US-amerikanische bzw. sowjetische bzw. russische Spionin
- Louis Cohen (1904–1939), US-amerikanischer Gangster
- Ludwig Cohen (1827–1889), deutscher Ingenieur und Grundbesitzer
- Lynn Cohen (1933–2020), US-amerikanische Schauspielerin

### M
- Marcel Cohen (Linguist) (1884–1974), französischer Linguist
- Marcel Cohen, Geburtsname von Marcel Cravenne (1908–2002), französischer Filmregisseur
- Marcel Cohen (Schriftsteller) (* 1937), französischer Schriftsteller
- Mark R. Cohen (* 1943), US-amerikanischer Historiker, Orientalist und Hochschullehrer
- Marvin Cohen (* 1935), US-amerikanischer Physiker
- Matt Cohen (Autor) (1942–1999), kanadischer Schriftsteller und Übersetzer
- Matt Cohen (Schauspieler) (* 1982), US-amerikanischer Schauspieler
- Matt Cohen (Eishockeyspieler) (* 1985), US-amerikanischer Eishockeyspieler
- Mattanya Cohen (* 1965), israelischer Diplomat
- Max Cohen (Anwalt) (1842–1918), deutscher Anwalt und Politiker, MdHB
- Max Cohen (Journalist) (Max Emanuel Cohen-Reuss; 1876–1963), deutscher Journalist und Politiker (SPD)
- Max Cohen (Radsportler) (1932–2002), französischer Radrennfahrer
- Max Cohen-Olivar (1945–2018), marokkanischer Autorennfahrer
- Maximilian Cohen (1806–1865), deutscher Buchhändler und Verleger
- Meir Cohen (* 1955), israelischer Politiker
- Meirav Cohen (* 1983), israelische Politikerin der Partei Jesch Atid
- Meta Cohen Gosschalk (1877–1913), niederländische Malerin, Zeichnerin und Illustratorin
- Meytal Cohen (* 1984), US-amerikanische Schlagzeugerin
- Michael Cohen (Mediziner, 1937) (Michael E. Cohen; 1937–2018), US-amerikanischer Pädiater, Neurologe und Hochschullehrer
- Michael Cohen (Mediziner, 1944) (Michael Richard Cohen; * 1944), US-amerikanischer Pharmakologe
- Michael Cohen (Musiker) (1951–1997), US-amerikanischer Singer-Songwriter
- Michael Cohen (Jurist) (* 1966), US-amerikanischer Rechtsanwalt
- Michaël Cohen (* 1970), französischer Schauspieler
- Michael B. Cohen (1992–2017), US-amerikanischer Mathematiker und Informatiker
- Michael D. Cohen (Soziologe) (1945–2013), US-amerikanischer Soziologe
- Michael D. Cohen (Schauspieler) (Michael Dwayne Cohen; * 1975), kanadischer Schauspieler
- Mickey Cohen (Meyer Harris „Mickey“ Cohen; 1913–1976), US-amerikanischer Mobster
- Mike Cohen († 1988?), US-amerikanischer Schauspieler
- Miriam Bernstein-Cohen (1895–1991), israelische Schauspielerin, Autorin und Übersetzerin
- Mitch Cohen (* 1952), US-amerikanisch-deutscher Autor, Herausgeber und Übersetzer
- Morley Cohen (1923–2005), kanadischer Chirurg
- Morris Cohen (General) (1887–1970), britisch-chinesischer Abenteurer und General
- Morris Cohen (Spion) (auch Peter Kroger; 1910–1995), US-amerikanischer Spion für die Sowjetunion
- Morris Cohen (Metallurg) (1911–2005), US-amerikanischer Physiker und Metallurg
- Morris Raphael Cohen (1880–1947), belarussisch-US-amerikanischer Religionsphilosoph
- Myron Cohen (1902–1986), US-amerikanischer Komiker

### N
- Nadav Cohen (* 2002), israelischer Handballspieler
- Nathan Cohen (Kritiker) (1923–1971), kanadischer Theaterkritiker und Rundfunkmoderator
- Nathan Cohen (Ruderer) (* 1986), neuseeländischer Ruderer
- Nathan Hermann Cohen (1833–1901), deutscher Arzt und Politiker
- Neil Cohen (* 1955), US-amerikanischer Fußballspieler
- Nessa Cohen (1884–1976), US-amerikanische Bildhauerin
- Nicholas Cohen (* 1938), US-amerikanischer Mikrobiologe und Immunologe, Hochschullehrer und Mitbegründer der Psychoneuroimmunologie
- Nick Cohen (Musiker), britischer Bassist und Songwriter
- Nick Cohen (Journalist) (* 1961), britischer Journalist
- Nick Cohen (Regisseur) (* 1971), britischer Filmregisseur, Drehbuchautor und Produzent
- Nissan Cohen (* 1963), israelischer Fußballspieler
- Nissim Cohen (* 1955), israelischer Fußballspieler
- Noa Cohen (* 2002), israelische Schauspielerin

### O
- Octavus Roy Cohen (1891–1959), US-amerikanischer Jurist und Schriftsteller
- Oliver Jackson-Cohen (* 1986), britischer Schauspieler und Model
- Oshri Cohen (* 1984), israelischer Schauspieler

### P
- Pat Cohen (* 1957), US-amerikanische Bluessängerin
- Patrick Cohën-Akenine (* 1966), französischer Violinist und Dirigent
- Paul Cohen (Musikproduzent) (1908–1970), US-amerikanischer Country-Musik-Produzent und -Manager
- Paul Cohen (Trompeter) (1922–2021), US-amerikanischer Jazztrompeter
- Paul Cohen (Mathematiker) (1934–2007), US-amerikanischer Mathematiker
- Paul Cohen (Historiker) (* 1934), US-amerikanischer Historiker und Hochschullehrer für Geschichte Chinas
- Paul Cohen (Neurophysiologe), US-amerikanischer Neurophysiologe
- Paul Cohen (Saxophonist), US-amerikanischer Saxophonist und Musiklehrer
- Paul Cohen (Tenorsaxophonist) (Pablo Cohen; * 1963), US-amerikanischer Tenorsaxophonist und Musikproduzent, Ehemann von Lila Downs
- Paul Cohen-Portheim (1879–1932), deutschsprachiger jüdischer Maler, Schriftsteller und Übersetzer
- Paula Elaine Cohen, britische Genetikerin und Hochschullehrerin
- Peggy Cohen, Geburtsname von Peggy Brixhe (1925–2014), portugiesische Tennis- und Badmintonspielerin
- Peter Cohen (* 1946), schwedischer Dokumentarfilmer
- Peter Bradley Cohen (* vor 1973), US-amerikanischer Bildhauer
- Philip Cohen (Krimineller) (1906/1907–1949), US-amerikanischer Gangster
- Philip Cohen (Biochemiker) (* 1945), britischer Biochemiker
- Philip J. Cohen (* 1953), US-amerikanischer Dermatologe, Berater und Autor
- Philip N. Cohen (* 1967), US-amerikanischer Soziologe
- Philip P. Cohen (Philip Pacy Cohen; 1908–1993), US-amerikanischer Biochemiker
- Philipp Cohen (Fabrikant) (1861–1937), deutscher Fabrikant
- Philipp Abraham Cohen (1790–1856), deutscher Bankier und Unternehmer
- Pierre Cohen (* 1950), französischer Politiker (Parti Socialiste), Bürgermeister von Toulouse
- Pinchas Cohen Gan (* 1942), marokkanisch-israelischer Maler und Installationskünstler
- Porky Cohen (1924–2004), US-amerikanischer Jazz- und Rhythm-and-Blues-Musiker
- Preston Scott Cohen, US-amerikanischer Architekt

### R
- Ra’anan Cohen (* 1941), israelischer Politiker
- Rachael Cohen, britische Jazzmusikerin
- Rachel Cohen-Kagan (1888–1982), israelische Politikerin und Frauenrechtlerin
- Rafi Cohen (Fußballspieler, 1965) (* 1965), israelischer Fußballspieler
- Rafi Cohen (Fußballspieler, 1970) (* 1970), israelischer Fußballtorhüter
- Ralf Cohen (* 1949), deutscher Künstler
- Ralph Cohen (Literaturwissenschaftler) (1917–2016), US-amerikanischer Literaturwissenschaftler
- Ralph Cohen (* 1952), US-amerikanischer Mathematiker
- Ran Cohen (* 1937), israelischer Politiker
- Randolph Cohen (* 1965), US-amerikanischer Ökonom
- Raymond Cohen (Musiker) (1919–2011), britischer Geiger
- Raymond Cohen (Politikwissenschaftler) (* 1947), britischer Politikwissenschaftler
- Raymond-Bernard Cohen, eigentlicher Name von Raymond Bernard (Orchesterleiter) (1920–2005), französischer Komponist und Musiker
- Rebecca Cohen, australische Szenenbildnerin
- Richard Cohen (Fechter) (* 1947), britischer Fechter
- Richard M. Cohen (1948–2024), US-amerikanischer Journalist und Sachbuchautor
- Richard Cohen (Psychotherapeut) (* 1952), US-amerikanischer Psychotherapeut
- Richard I. Cohen (* 1946), israelischer Historiker und Hochschullehrer
- Richard S. Cohen (Richard Stockman Cohen; 1937–1998), US-amerikanischer Anwalt und Politiker
- Richard Scott Cohen (* 1960), US-amerikanischer Musikdirektor, Komponist und Hochschullehrer
- Rob Cohen (* 1949), US-amerikanischer Regisseur
- Robert Cohen, ursprünglicher Name von Robert Hinrichsen (1863–1926), deutscher Rechtsanwalt und Notar
- Robert Cohen (Boxer) (1930–2022), französischer Boxer
- Robert Cohen (Schriftsteller) (* 1941), Schweizer Literaturwissenschaftler
- Robert Cohen (Drehbuchautor), kanadischer Drehbuchautor, Produzent und Schauspieler
- Robert Cohen (Cellist) (* 1959), britischer Cellist
- Robert E. Cohen (* 1947), US-amerikanischer Chemieingenieur
- Robert S. Cohen (1923–2017), US-amerikanischer Physiker und Wissenschaftsphilosoph
- Robert Waley Cohen (1877–1952), britischer Chemiker
- Roger Cohen (* 1955), britischer Journalist und Autor
- Ronald Cohen (Anthropologe) (1930–2018), kanadischer Anthropologe
- Ronald Cohen (Unternehmer) (* 1945), britischer Unternehmer
- Ronald D. Cohen (Ronald Dennis Cohen; 1940–2022), US-amerikanischer Historiker und Volkskundler
- Ronald E. Cohen (Ronald Elliot Cohen; * 1957), US-amerikanischer Geophysiker
- Rose Cohen (1894–1937), britische Feministin und Suffragette
- Rudolf Cohen (1932–2018), deutscher Psychologe und Hochschullehrer
- Ryder Cohen, US-amerikanischer Schauspieler und Kinderdarsteller

### S
- Sacha Baron Cohen (* 1971), englischer Schauspieler
- Salomon Jacob Cohen (1772–1845), jüdischer Lehrer und Autor
- Sam Cohen (1890–1977), Geschäftsmann und Mäzen in Südwestafrika
- Samuel Cohen (Komponist) (1870–1940), rumänisch-israelischer Komponist
- Samuel Cohen (Physiker) (1921–2010), US-amerikanischer Physiker
- Sasha Cohen (* 1984), US-amerikanische Eiskunstläuferin
- Saul B. Cohen (1925–2021), US-amerikanischer Geograph
- Scott Cohen (* 1961), US-amerikanischer Schauspieler
- Selma Jeanne Cohen (1920–2005), US-amerikanische Tanzhistorikerin
- Seymour S. Cohen (1917–2018), US-amerikanischer Biochemiker und Krebsforscher
- Sharon Cohen, bekannt als Dana International (* 1972), israelische Sängerin
- Shaughnessy Cohen (1948–1998), kanadische Politikerin
- Shaye J. D. Cohen (* 1948), US-amerikanischer Literaturwissenschaftler
- She’ar Yashuv Cohen (1927–2016), israelischer Großrabbiner
- Shimon Cohen (* 1942), israelischer Fußballspieler
- Shulamit Kishik-Cohen (1917–2017), israelische Spionin
- Silvia Cohen (* 1959), italienische Schauspielerin
- Simon Baron-Cohen (* 1958), britischer Psychologe
- Sión Cóhen (1934–??), panamaischer Ringer
- Spenser Cohen, US-amerikanischer Drehbuchautor
- Spike Cohen (* 1982), US-amerikanischer Aktivist und Unternehmer
- Stanley Cohen (Biochemiker) (1922–2020), US-amerikanischer Neurowissenschaftler und Biochemiker
- Stanley Cohen (Politiker) (1927–2004), britischer Politiker
- Stanley Cohen (Soziologe) (1942–2013), englischer Soziologe
- Stanley Norman Cohen (* 1935), US-amerikanischer Genetiker
- Stephan Cohen (1971–2023), französischer Billardspieler
- Stéphanie Cohen-Aloro (* 1983), französische Tennisspielerin
- Stephen Cohen (Turner) (* 1946), US-amerikanischer Kunstturner
- Stephen F. Cohen (1938–2020), US-amerikanischer Historiker, Slawist und Hochschullehrer
- Stephen Ira Cohen (* 1949), US-amerikanischer Politiker, siehe Steve Cohen
- Stephen Waley-Cohen (* 1946), englischer Theaterinhaber, -manager und -produzent, Geschäftsmann und Finanzjournalist
- Steve Cohen (Stephen Ira Cohen; * 1949), US-amerikanischer Politiker (Tennessee)
- Steven Cohen (Judoka) (* 1955), US-amerikanischer Judoka
- Steven A. Cohen (* 1956), US-amerikanischer Unternehmer und Kunstsammler
- Steven J. Cohen (* 1953), französischer Filmeditor
- Stewart Cohen, US-amerikanischer Philosoph (Erkenntnistheoretiker, Arizona State University)
- Stuart David Cohen, bekannt als David Blue (Musiker) (1941–1982), US-amerikanischer Sänger

### T
- Taika Cohen (* 1975), neuseeländischer Schauspieler und Regisseur, siehe Taika Waititi
- Tamir Cohen (* 1984), israelischer Fußballspieler
- Tanner Cohen (* 1986), US-amerikanischer Schauspieler und Sänger
- Teresa Cohen (1892–1992), US-amerikanische Mathematikerin
- Thomas M. Cohen (* 1957), US-amerikanischer Historiker und Hochschullehrer
- Thomas V. Cohen (Thomas Vance Cohen; * 1942), US-amerikanischer Historiker und Hochschullehrer
- Tiffany Cohen (* 1966), US-amerikanische Schwimmerin
- Tish Cohen (* 1963), kanadische Autorin

### U
- Uri Cohen (* 1992), israelischer Fußballspieler
- Uri Cohen-Mintz (* 1973), israelischer Basketballspieler
- Ute Cohen (* 1966), deutsche Schriftstellerin, Publizistin und Moderatorin
- Uzi Cohen (1952–2008), israelischer Politiker (Likud)

### V
- Victor N. Cohen (1910–1975), Schweizer Grafiker und Werbepionier

### W
- Walter Cohen (1880–1942), deutscher Kunsthistoriker
- Wesley M. Cohen (* 1950), US-amerikanischer Wirtschaftswissenschaftler
- Wilbur J. Cohen (1913–1987), US-amerikanischer Soziologe
- Wilhelm Cohen (1888–1960er Jahre in den USA), deutscher Kaufmann
- William Cohen (* 1940), US-amerikanischer Politiker (Maine)
- William James Cohen Stuart (1857–1935), niederländischer Politiker und Kapitän zur See
- William W. Cohen (1874–1940), US-amerikanischer Politiker (New York)

### Y
- Yaakov Cohen (* 1956), israelischer Fußballspieler
- Yardena Cohen (1910–2012), israelische Tänzerin und Choreographin
- Yaron Cohen (Fußballspieler) (* 1966), israelischer Fußballspieler
- Yaron Cohen, bekannt als Dana International (* 1972), israelische Sängerin
- Yitzhak Cohen (* 1951), israelischer Politiker
- Yoav Cohen (* 1999), israelischer Windsurfer
- Yoel Cohen (* 1953), britischer Publizist und Hochschullehrer
- Yonatan Cohen (* 1996), israelischer Fußballspieler
- Yossi Cohen (* 1961), israelischer Direktor des Mossad
- Yousef Hamadani Cohen (1916–2014), Großrabbiner im Iran
- Yuval Cohen (* 1973), israelischer Jazz-Saxophonist

### Fiktive Personen
- Familie Cohen aus der Serie O.C., California
- Brian Cohen aus Das Leben des Brian
- Cohen der Barbar aus den Scheibenwelt-Romanen, siehe Figuren und Schauplätze der Scheibenwelt-Romane #Cohen der Barbar